# User in the loop

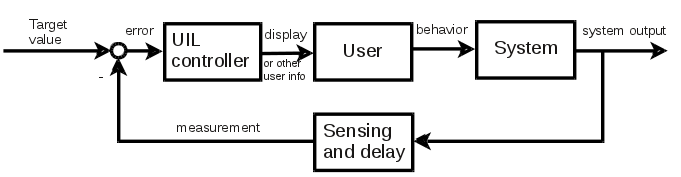
Das UIL-Konzept integriert den Benutzer eines Systems, um Leistungsziele zu erreichen. Dabei werden gelegentlich Informationen oder Instruktionen von einem Regler an den Nutzer geschickt.

User-in-the-Loop (UIL) ist das Prinzip, dass eine Zielvorgabe (z. B. die Verbesserung der Effizienz eines Netzes) mithilfe der Beeinflussung der beteiligten Benutzer erreicht wird.
Das Prinzip kann in vielen verschiedenen Disziplinen angewandt werden.
Eine Annahme bei UIL ist, dass der menschliche Benutzer zwar intelligent ist, aber sein Verhalten (Output) ist viel weniger vorhersagbar als das Eingangs-/Ausgangsverhalten technischer Systeme.
Des Weiteren haben Nutzer auch eine begrenzte Menge an Eingangsgrößen, die von den Sinnen aufmerksam verfolgt werden.
Das kann u. a. visuelle Stimulation sein, akustische Signale/Sprache/Musik oder sogar haptische Wirkung (man stelle sich ein Gaspedal vor, das eine Kraft als Widerstand entgegensetzt, wenn der effiziente Betriebsbereich verlassen wird).
Beide Elemente, die intelligente Entscheidung des Nutzers und seine beobachteten Eingangswerte,
können herangezogen werden, um das große Ziel zu erreichen.
Die Eingangswerte haben den Zweck, den Nutzer zu einem bestimmten Verhalten zu motivieren oder davon abzuraten.
Das gewünschte Verhalten ist nur im Bezug auf das Ziel zu sehen und soll sich nicht auf das gesamte Handeln auswirken.
Ein verwandtes Beispiel aus der Vergangenheit ist eine Preisstaffelung für Energiepreise je nach Nutzung der Elektrizität zur Peak-Zeit oder Off-Peak-Zeit.
Wenn diese Information sich dynamisch und nicht zu festen Zeiten ändert und diese Information dem Nutzer zeitnah (am besten vor der Nutzung) mitgeteilt wird, dann handelt es sich schon um einen gesteuerten Nutzer. In diesem Beispiel ist die Steuerung offen (ohne Rückkopplung).
UIL erlaubt eine echte Regelung (closed loop control), d. h. mit dem Nutzer IN der Regelschleife.
Wenn Nutzer mit einem dynamischen Preis (z. B. für Elektrizität) konfrontiert werden, reagieren sie erwartungsgemäß mit einer Anpassung des Nutzungsverhaltens, das durch die Gesamtheit der Nutzer zu einer Verbesserung der Energienutzung führt (Reduktion der Spitzenlast).
Außerdem wurde UIL für den Mobilfunk vorgeschlagen, um Kapazitätsengpässe zu vermeiden.
In diesem Anwendungsfall sind Funkressourcen das knappe Gut.
In der Vergangenheit konnten Systeme überdimensioniert werden (die Nachfrage ist kleiner als das Angebot).
Jedoch zeigt sich, dass Telekommunikationsnetze einen enormen exponentiellen Anstieg der Datenraten verzeichnen, der nach vorherrschender Meinung von keiner technologischen Entwicklung aufgeholt werden kann.
Damit ist die Kapazitätskrise unvermeidbar. Endnutzer bemerken dies z. B. durch abgebrochene Verbindungen oder stockende Videos.
Während auf technischer Seite alles getan wird, um mehr Kapazität bereitzustellen (z. B. mit besserer Ressourcenallokation, MIMO, Cognitive Radio, Machine Learning), so sieht es aus, als würde die Hauptursache des Problems ignoriert, nämlich der Nutzer selbst. In Funknetzen können Nutzer tatsächlich beeinflusst werden, ihr Nutzungsverhalten zu verändern, indem Anreize eingeführt werden (z. B. dynamische Preise).
Zusätzlich können umweltrelevante Ziele mittels UIL erreicht werden. Im Bereich der Funknetze führt nämlich eine geringere Nutzung auch zu einem geringeren Ökologischen Fußabdruck (da jedes gesendete Bit proportional viel Energie benötigt).
UIL für (Funk-)Netze wird auch das Smart Grid der Kommunikation genannt. Es zielt auf die Vermeidung ungünstiger Standorte (bei schlechtem Kanalzustand) oder gegen die Nutzung während der Hauptverkehrsstunde.

## Übersicht
Unabhängig von den Möglichkeiten, Anreize und Sanktionen zu geben, ist die Systemantwort des Nutzer-Blocks (im Kontext Kommunikationssystem) entweder eine räumliche, zeitliche oder keine Reaktion. Räumliches UIL bedeutet, dass der Nutzer seine Position ändert, hin zu einer Besseren (eine übliche Praxis im Wi-Fi Funknetz). Zeitliches UIL bedeutet, dass der Benutzer seine Nachfrage ändert oder zum momentanen Zeitpunkt darauf verzichtet (um zu einem anderen Zeitpunkt fortzufahren, ganz aufzugeben, oder den Bedarf anderweitig zu befriedigen, z. B. per Kabel oder Wi-Fi zuhause). Der Anreiz (Eingangs in den Nutzer-Block) ist normalerweise ein voll dynamischer Preis (Handytarif). Dieser verändert das Nutzungsverhalten während Stauzeiten (siehe Network congestion avoidance). UIL zielt darauf, den Verkehrs-Bedarf so zu stabilisieren, dass er auf einem nachhaltigen Niveau unterhalb der Kapazitätsgrenze liegt. In zellulären Netzen (Mobilfunk) hilft diese Maßnahme, den Verkehr jederzeit unter der Kapazität zu halten (mittel- und langfristig). Kurzzeitige Stausituationen gibt es in Netzen immer (siehe Best Effort).

### Räumliche UIL Regelung
Das generelle Prinzip von UIL ist im Bild oben zu sehen. Im UIL Paradigma gibt der Regler die nötige Information an den Nutzer, und es wird erwartet, dass der Nutzer freiwillig seine Position von A nach B verändert. Die aktuelle Empfangsqualität (Signal-Rausch-Verhältnis) am Punkt A und die dazugehörige Spektrale Effizienz sind dem Algorithmus bekannt. Zusätzlich sind die durchschnittlichen Werte (und bei Bedarf mehr Statistiken) der obigen Metriken für alle relevanten Orte (einschließlich B) des Netzes bekannt
(aus einer Datenbank kondensiert aus Messungen der Vergangenheit). Nach einer Suche bereitet der Algorithmus die benötigte Information auf und schlägt dem Nutzer eine oder mehrere bessere Positionen vor.
Vor der Bewegung kennt der Nutzer seinen Nutzen oder Anreiz von Position B im Vergleich zu A. Dieser Anreiz kann finanzieller Natur sein (z. B. Rabatt für ein Telefonat) und/oder eine verbesserte Datenübertragungsrate für Best Effort Datenverkehr. Der Server bietet dann die Information, wohin (in welche Richtung und zu welchem Ort) man sich bewegen sollte. Vor der Entscheidung sollte der Nutzer sämtliche Informationen haben (Discount, Verbesserung der Datenrate, wie weit ist es zum Punkt B). Schließlich wird ein bestimmter Anteil der Nutzer dem Vorschlag folgen und der Rest bleibt unverändert (das beinhaltet alle Nutzer, die sich nicht bewegen können oder wollen, oder deren Anreiz nicht ausreichend ist). Im Systemdiagramm gibt der Systemblock des Nutzers die neue Position B aus, wenn der Nutzer sich bewegt. Die Wahrscheinlichkeit hängt von der Distanz und dem Anreiz ab. Der Zielwert ist die mindestens geforderte Spektrale Effizienz, die der Nutzer nach der Bewegung erreichen soll (dieser Zielwert bei B muss größer als der aktuelle Wert bei A sein). Typische Entfernungen sind grob in der Größenordnung von zehn Metern.

### Zeitliche UIL Regelung
Der Anstieg der Verkehrs-Nachfrage im Mobilfunk wird durch Flatrate-Tarife angeheizt. Die Folge ist eine Heavy-tailed-Verteilung der monatlichen Datenvolumens pro Nutzer. Es führt zu unbeschränktem exponentiellen Wachstum. Es wurde beobachtet, dass Tarife wegen des unbeschränkten Wachstums geändert werden. Einige Internetdienstanbieter und Telekommunikationsnetzbetreiber haben begonnen, Flatrate-Tarife nur noch mit einer Deckelung anzubieten, aber das ist nur eine vorübergehende Lösung. Von einer Flatrate zu sprechen wenn es sich um ein festes Volumen handelt ist auch nicht fair zum Kunden. Eine vernünftigere Lösung ist die nutzungsanhängige Abrechnung. Die Furcht der Kunden davor liegt nur am Bill shock, d. h. Tricks der Betreiber, um in bestimmten Situationen unverhältnismäßig viel Geld abzubuchen, was sich aber durch Transparenz und Gesetze abfangen lässt.
Die nutzungsanhängige Abrechnung alleine kann das Engpassproblem in der Hauptverkehrsstunde nicht lösen. Ein Schritt weiter mit UIL wird ein voll dynamischer Tarif vorgeschlagen.
Dieser dynamische Preis wird bei Bedarf (vor der Nutzung und Abrechnung) auf der Benutzerschnittstelle (Bildschirm) angezeigt, so dass der Nutzer selbst entscheiden kann, ob er den Dienst nutzen möchte oder nicht. Die Kernidee ist klar, dass ein Nutzer weniger Verkehr generieren (oder auslösen) wird, wenn der Preis ansteigt.
Als Ergebnis wird die Tarifmethode auch das Nutzungsverhalten und den Verkehr insgesamt ändern, ähnlich wie das mit Elektrizitätstarifen im Smart Grid erreicht werden soll. Darüber hinaus ist UIL noch effektiver als im bisherigen Smart Grid: Die sofortige Rückkopplung (immediate feedback) und Latenz in der Größenordnung von Sekunden erlaubt eine sofortige Antwort und zudem noch ein Training (Konditionierung) des Nutzers, das sich auf eine bessere Nutzung in der Zukunft auswirkt.

## Nutzen
Die Anwendung von User-in-the-Loop ist in allen Feldern möglich, wo begrenzte Ressourcen konsumiert werden und wo eine negative Wirkung der Nutzung für die Gesellschaft oder Umwelt vermieden werden muss. Zum Beispiel beim exzessiven Verbrauch von Energie und fossiler Brennstoffe.
Im Mobilfunk gibt es ein  Problem mit den erwarteten exponentiell wachsenden Datenraten in den nächsten 10 Jahren.
Smartphones und Notebook Computer werden in Zukunft auch weiterhin Verkehrssteigerungen von 100 % pro Jahr verzeichnen. Dieser Trend wurde schon seit vor 2010 beobachtet. Der traditionelle Ansatz, die Kapazität überzudimensionieren um allen Verkehr tragen zu können, wird zunehmend schwerer und teuer, denn die Zukunftstechnologien (Next Generation Mobile Networks, 4G, 5G)
können niemals die Nachfrage mit derselben Steigerungsrate bedienen.
Der Energieverbrauch und ökologische Ziele werden auch immer wichtiger in der Zukunft. Welche Steigerung der Kapazität eine neue Technologie auch immer bieten wird, sie wird schnell verschlungen durch die immer schneller wachsende Verkehrs-Nachfrage. Neue technologische Ansätze wie Mikrozellen oder Femtozellen werden nur noch mehr Leistung und Geld verbrauchen. Der UIL-Ansatz ist orthogonal (unabhängig) dazu und erfordert keine weitreichende Investition oder zusätzliche elektrische Leistung. UIL kann außerdem die Spektrale Effizienz einer Funkzelle um einen signifikanten Betrag verbessern.

## Anreize
Die Schnittstelle zwischen dem UIL Regler und dem Nutzer-Block besteht aus Informationen und Anreizen.
Die Information kann einfach nur bedeuten, dass der Nutzer weiß, dass sein Handeln von Vorteil ist (für das System, die Gemeinschaft, die Gesellschaft).
Allerdings könnte in den meisten Fällen ein zusätzlicher Anreiz nötig sein, damit der Nutzer wirklich dazu bewegt wird, sein normales Verhalten vorübergehend zu ändern, denn Altruismus ist nicht weitreichend genug und Menschen tendieren zu eigennützigen Strategien in freien Gesellschaften (siehe Spieltheorie).
Das Dilemma wird Tragik der Allmende (Tragedy of the commons) genannt.
Daher ist es nur vernünftig anzunehmen, dass der Homo oeconomicus (Modell) in erster Näherung durch eine Maximierung des Nutzens angetrieben wird und dass Homo cooperativus nur für sekundäre Effekte gilt.
Anreize können finanzielle Aspekte sein (z. B. ein billiger Tarif) oder andere nützliche Boni, die entweder in Geld konvertierbar sind oder nicht. Ein Beispiel sind die Bonusmeilen eines Vielfliegerprogramms oder Payback Punkte für jede (unbequeme) Aktion des Nutzers.
Negative Anreize sind auch möglich in Form von Sanktionen (z. B. Zusatzgebühren), aber die Psychologie verrät, dass positive Anreize besser funktionieren.
In Mobilfunk-Netzen kann ein Anreiz darin bestehen, dem kooperierenden Nutzer eine höhere Bitrate zu gewähren (anstatt eines proportionalen Anteils). Eine Sanktion könnte ins Spiel kommen, wenn die Nutzung des Systems schlecht für das Gesamtziel ist, nämlich zum aktuellen Zeitpunkt (Hauptverkehrsstunde) oder am aktuellen Ort (Stausituation, schlechte Funkverbindung).
Die Sanktion bewirkt, dass ein ausreichender Anteil der Nutzer unter diesen Umständen abgeschreckt wird.
Stattdessen kann der Nutzer den Dienst an einem besseren Ort oder zu besserer Zeit ohne solche Sanktionen nutzen.

## Beispiele von User-in-the-Loop Anwendungen
- Nutzer dazu bewegen, die Handlung an einem anderen Ort durchzuführen (in Funknetzen z. B. in Richtung besserer Spektraler Effizienz)[1][2][4]
- Nutzer zu überzeugen, dass eine Aktion besser nicht jetzt (Hauptverkehrsstunde), sondern später durchgeführt werden sollte.[1][3]
- Laststeuerung im Smart Grid mit voll dynamischen Variable Tarifen.
- Regelung des Nutzerverhaltens hin zu einem positiven Gesamtziel
- Angebot und Nachfrage Anpassung, siehe auch Lastverteilung
- Nachhaltige Nutzung von Versorgungsgütern (Elektrizität, Erdgas, Wasserverbrauch)
- Nachhaltige Nutzung von fossilen Brennstoffen (für Transport, Heizung, Klimaanlage, Industrie)
- Schnelle dynamische Preise aller Art (sofortige Rückkopplung)
- Beispiel eines Smartphone-Displays hier:[4]
- Anzeige des Kraftstoffverbrauchs in Fahrzeugen

## Ökologische Aspekte
Im Allgemeinen erlaubt UIL die Regelung auf ein Ziel, welches ökologischer ist als wenn der Nutzer unkontrolliert handeln würde. Dieses Ziel kann der Energieverbrauch sein, Verbrauch von Brennstoff, Lebensmitteln, Wasser etc. oder sogar weiche Ziele wie besseres soziales Verhalten. Es ist so, als ändert man die Regeln (den Payoff) in einem Szenario der Spieltheorie, damit Teilnehmer sich kooperativer verhalten.
Der ökologische Aspekt im Funknetz ist wie folgt.
Die Leistungsaufnahme drahtloser Infrastruktur (Basisstationen, Schaltzentralen) macht derzeit rund 0,5 % des globalen elektrischen Energiebedarfs aus und ist damit proportional an den der CO2-Emission beteiligt. Mit aktuellen Werten berechnet resultiert daher ein Ökologischer Fußabdruck von 34 g CO2 (oder 17 dm³) für 1 MB übertragene Daten per Funk. Man nennt dies den "green index of wireless cellular communications". Ein Bit entspricht damit ca. 5,8*1016 CO2 Molekülen als spezifische Bit-Emission. Funknetze konsumieren 0,5 % des weltweiten elektrischen Energiebedarfs von ca. 20 PWh in 2010. Der durchschnittliche monatliche Funk-Verkehr ist 240*10>15 Bytes, also 2880 PB in 2010. Dann kann die Energie pro Byte berechnet werden als 0,0347*10−6 kWh und das sind 0,125 J. Wenn die Elektrizität mit Kohle gewonnen wird, dann werden 975 g CO2 für 1 kWh Energie freigesetzt. Damit ergibt sich für ein Byte 0,0338325 mg CO2, was hochgerechnet 34 g CO2 für 1 MB oder 34 kg CO2 für 1 GB ergibt.